# 14360 Ipatov
14360 Ipatov este un asteroid din centura principală de asteroizi.

## Descriere
14360 Ipatov este un asteroid din centura principală de asteroizi. A fost descoperit pe 13 februarie 1988 la Observatorul La Silla de Eric Walter Elst. El prezintă o orbită caracterizată de o semiaxă mare de 3,18 ua, o excentricitate de 0,17 și o înclinație de 18,2° în raport cu ecliptica.